# Poolampatti
Poolampatti è una suddivisione dell'India, classificata come town panchayat, di 9.000 abitanti, situata nel distretto di Salem, nello stato federato del Tamil Nadu. In base al numero di abitanti la città rientra nella classe V (da 5.000 a 9.999 persone).

## Geografia fisica
La città è situata a 11° 39' 12 N e 77° 46' 23 E.

## Società

### Evoluzione demografica
Al censimento del 2001 la popolazione di Poolampatti assommava a 9.000 persone, delle quali 4.652 maschi e 4.348 femmine. I bambini di età inferiore o uguale ai sei anni assommavano a 856, dei quali 462 maschi e 394 femmine. Infine, coloro che erano in grado di saper almeno leggere e scrivere erano 5.023, dei quali 3.078 maschi e 1.945 femmine.